# Верверский обрыв

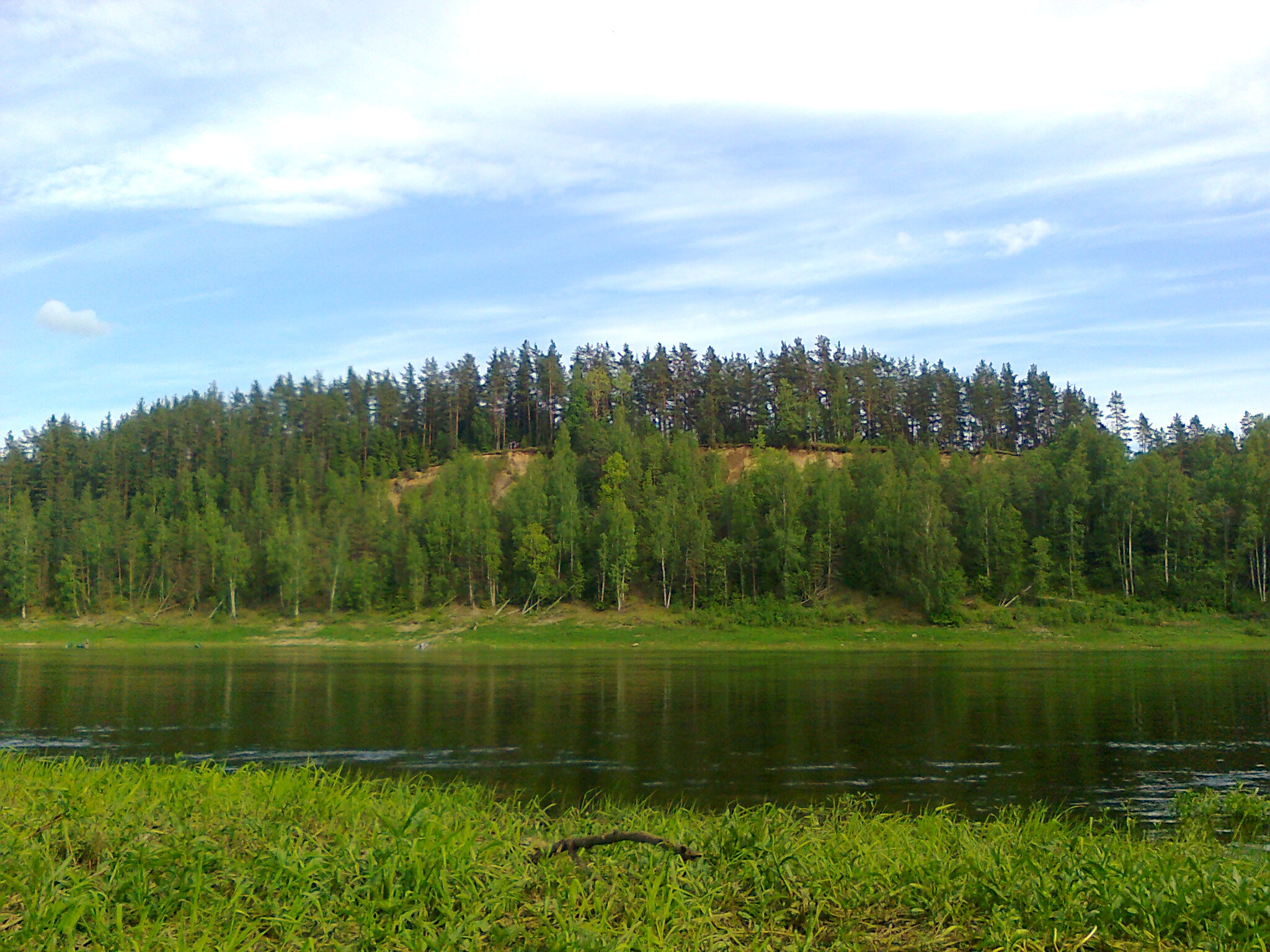
Вид на обрыв с противоположной стороны Даугавы

Верверский обрыв, Обрыв Верверу (латыш. Ververu krauja) — обрыв возле левого берега реки Даугава (Западная Двина), высотой 36,5 (по другим источникам — 42) метров и шириной около 400 метров, находящийся в природном парке «Даугавас локи» в 3 км от деревни Слутишки в Вецсалиенской волости Аугшдаугавского края Латвии. Вид с вершины обрыва является одним из самых красивых видов в Латвии.

## Описание
Возник после последнего ледникового периода. Обрыв состоит из четвертичных отложений, главным образом из гравия. У подножия имеются отложение верхнего девона. В 1930-х годах имелась небольшая пещера.
Обрыв находится в долине Даугавы. Во время сильных паводков, когда вода подходила к основанию обрыва, часто случались оползни. Последние существенные оползни наблюдались в 1920-х годах, когда обнажались и другие горные породы. В последнее время не наблюдалось существенных паводков и оползни прекратились, что привело к постепенному зарастанию обрыва.
Средний уклон обрыва: 38 градусов.